# Lara Robinson
Lara Robinson, née le 1er janvier 1998 à Melbourne, est une actrice australienne.

## Biographie
Lara Robinson joue dans des films, des séries télévisées et des pièces de théâtre. Elle est apparue dans le remake australien du thriller de 1978 Long Weekend  avec Claudia Karvan ainsi qu'un autre film de science-fiction dramatique Prédictions avec Nicolas Cage et Rose Byrne. Elle a aussi fait des apparitions dans des séries télévisées en tant qu'elle-même, comme City Homicide : L'Enfer du crime et Son Altesse Alex. Elle est aussi musicienne et danseuse.

## Filmographie

### Cinéma
- 2007 : Work in Progress (Court-métrage) : Une fille
- 2008 : Long Weekend : La fille dans la voiture
- 2009 : Prédictions : Lucinda Embry / Abby Wayland
- 2009 : Saved : Grace Weston
- 2012 : Catch Perfect (Court-métrage) : Lucy
- 2014 : Can You See Them ? (Court-métrage) : Katie

### Télévision
- 2007 : City Homicide : L'Enfer du crime : Louise Patterson (2 épisodes)
- 2008 : Son Altesse Alex : Gretel (2 épisodes)
- 2011 : Cloudstreet : Rose Pickless (jeune) (2 épisodes)
- 2012 : Miss Fisher enquête : Ruth (1 épisode)
- 2012 : Winners & Losers : Tilly Young (5 épisodes)
- 2013-présent : Upper Middle Bogan : Edwina Bright (16 épisodes)
- 2014 : The Doctor Blake Mysteries : Peggy Bowen (1 épisode)
- 2015 : Childhood's End (Mini-série) (1 épisode)

## Distinctions
| Année         | Prix                                                                       | Catégorie   | Travail nommé | Résultat |
| ------------- | -------------------------------------------------------------------------- | ----------- | ------------- | -------- |
| 2012          |                                                                            |             |               |          |
| AATCTA Awards | Meilleur espoir                                                            | Cloudstreet | Lauréat       |          |
| AATCTA Awards | Meilleure actrice dans un second rôle ou invitée dans une série dramatique | Cloudstreet | Nomination    |          |
| AATCTA Awards | Meilleure jeune actrice                                                    | Cloudstreet | Nomination    |          |